# Revo Uninstaller
Revo Uninstaller vyvinula společnost VS Revo Group. Revo Uninstaller je freeware aplikace, navržena pro úplné odstranění aplikace z PC. Poslední verze programu byla vydána 26. března 2018.
Revo Uninstaller podporuje 39 jazyků včetně češtiny, slovenštiny a dalších. Aplikace umí pracovat také v modu Přenosný program.

## Minimální hardwarové nároky
- Operační systém: Windows 2000 a novější
- Operační paměť 64 MB RAM
- Dostupné místo na HDD: 2,4 MB
- Procesor 133 MHz a vyšší

## Funkce programu
Program byl navržen jako doplněk Windows Přidat nebo odebrat programy, který v PC zanechává zbytečné složky a záznamy v registrech.
Po zapnutí aplikace, začne program hledat všechny programy, které jsou nainstalované v PC. Pokud program nenajde aplikaci, kterou si přejeme odstranit, pomůže nám k tomu funkce "Vyhledávací režim". Pomocí této funkce najdeme program manuálně a máme stejné možnosti jako v programu. Při odstraňování aplikací máme na výběr ze čtyř možností od jednoduchého odstranění na úrovni Windows Přidat nebo odebrat programy až po nejdůkladnější prohledání registrů i celého HDD a odstraní aplikaci tak důkladně "jako" by v PC nikdy nebyla. Po vybrání ze čtyř možností uvidíme standardní postup odinstalování, na který jsme zvyklý. Po úspěšném odinstalování program provede sken PC souborů, které ještě zůstaly v PC. Program nám doporučí, které soubory můžeme bezpečně odebrat. Pokud se obáváme, že může dojít k poškození systému tak Revo Uninstaller umí vytvářet bod obnovení systému tzn. uvede náš systém do stavu před odinstalováním programu.
Revo Uninstaller umí mnohem více než odinstalování programů. 
U každého programu si můžeme zobrazit kontextové menu, kde nalezneme možnosti: Odinstalování, Vyhledat na Googlu, O programu, Otevřít nápovědu, Otevřít aktualizaci, Umístění programu, Otevřít klíč Regeditu.

V menu pod ikonou Nástroje najdeme mnoho zajímavých funkcí.

Správce Autospouštění – Vidíme seznam programů, které se spouští při startu PC. Můžeme proces vypnout/zapnout ale také aplikaci najít na internetu a nebo rovnou spustit

Nástroje Windows – vidíme nástroje pro správu a diagnostiku Windowsu

Čistič zbytkových souborů – smaže soubory, které v systému jsou už zbytečné. Většinou se jedná o dočasné soubory, které po sobě nechali různé aplikace.

Čistič prohlížečů – Pročistí náš Webový prohlížeč a konkrétně smaže: Historii internetových stránek, historii napsaných adres, dočasné soubory internetu, HTTP cookie, Index.dat

Čistič Microsoft Office – Smaže dočasné soubory vytvoření Microsoft Office.

Čistič windowsů – čistí historii dočasných dokumentů, historii spouštěné nabídky start, hledání souborů, historii tiskárny počítače a osob, historie dočasných souborů "MS Paint", historii dočasných souborů "MS Worpad", historii naposledy otevřených klíčů Regeditu, historii běžného dialogu Otevřít/Uložit, historii běžného dialogu naposledy navštívených složek, uživatelské záznamy nabídky Start

Odstraňovač důkazů – Když vysypeme koš ve Windowsu, tak soubory se fyzicky nesmažou, jen se označí za smazané a v systému se nezobrazí tzn. je možné je kdykoliv znovu číst, za podmínky, že nejsou přepsány novými soubory. Díky Odstraňovači důkazů budou soubory nenávratně smazány.

## Revo Uninstaller Pro
14. prosince 2009 vydala společnost VS Revo Group první verzi placené varianty aplikace, Revo Uninstaller Pro. Oproti freeware verzi má verze Pro pokročilejší algoritmus pro vyhledávání zbytkových souborů po odinstalaci a další funkce, které verze zdarma postrádá.
Položka Násilná odinstalace umožňuje vyhledat a vymazat zbytkové soubory a položky registru již odinstalované aplikace. Další funkcí verze Pro je monitorování probíhající instalace, což umožňuje později aplikaci vymazat kompletně beze zbytků. Kliknutím na ikonu Instalovat programy se otevře dialogové okno průzkumníka, ve kterém uživatel vybere instalační soubor. Program Revo Uninstaller začne monitorovat změny v souborech a registru. Po dokončení instalace uživatel manuálně klikne na tlačítko pro zastavení monitorování v horní části obrazovky. Po zadání názvu záznamu se záznam uloží. Záznamy instalací lze nalézt na kartě Sledované programy. Mezi další funkce placené verze patří například úplná záloha registrů před odinstalací, možnost úpravy uživatelského rozhraní a odinstalace programů z příkazové řádky.
K dispozici je také 30 denní plně funkční zkušební verze programu Revo Uninstaller Pro. Nejnovější placená verze programu byla vydána 30. října 2018.